# Massaker von Guangxi

Guangxi

Die Massaker von Guangxi (chinesisch 廣西大屠殺 / 广西大屠杀)  waren eine Reihe von Ereignissen, die Lynchmord und direktes Massaker in Guangxi während der Kulturrevolution (1966–1976) umfassten.
Nach offiziellen Angaben wird die Zahl der Todesopfer auf 100.000 bis 150.000 geschätzt. Zu den Tötungsarten gehörten u. a. Enthauptung, Prügel, Steinigung, Ertränken, Kochen und Ausweiden. In bestimmten Gebieten, einschließlich des Landkreises Wuxuan und des Bezirks Wuming, kam es zu massivem Kannibalismus, obwohl keine Hungersnot bestand. Nach öffentlichen Aufzeichnungen wurden mindestens 137 Menschen – möglicherweise mehrere Hundert – von anderen gegessen. Mindestens Tausende von Menschen nahmen an diesem Kannibalismus teil. Laut Forschern wurden 421 namentlich identifiziert Opfer gegessen. Es gab Berichte über Kannibalismus in Dutzenden von Landkreisen in Guangxi.
Nach der Kulturrevolution erhielten die am Massaker Beteiligten nur geringfügige Strafen (während der „Boluan Fanzheng“-Periode). In Wuxuan mit 38 Opfern wurden fünfzehn Täter strafrechtlich verfolgt und zu bis zu 14 Jahren Gefängnis verurteilt, während einundneunzig Parteimitglieder aus der Kommunistischen Partei Chinas (KPC) ausgeschlossen wurden. Beamte wurden entweder herabgestuft oder erhielten eine Gehaltskürzung. Obwohl der Kannibalismus von den örtlichen Ämtern der Kommunistischen Partei und der Miliz gesponsert wurde, deuten keine direkten Beweise darauf hin, dass irgendjemand in der nationalen Führung der Kommunistischen Partei, einschließlich Mao Zedong, den Kannibalismus befürwortete oder davon wusste. Einige Gelehrte haben jedoch darauf hingewiesen, dass der Landkreis Wuxuan die zentrale Führung 1968 durch interne Kommunikation über den Kannibalismus informiert hatte.

## Historischer Hintergrund

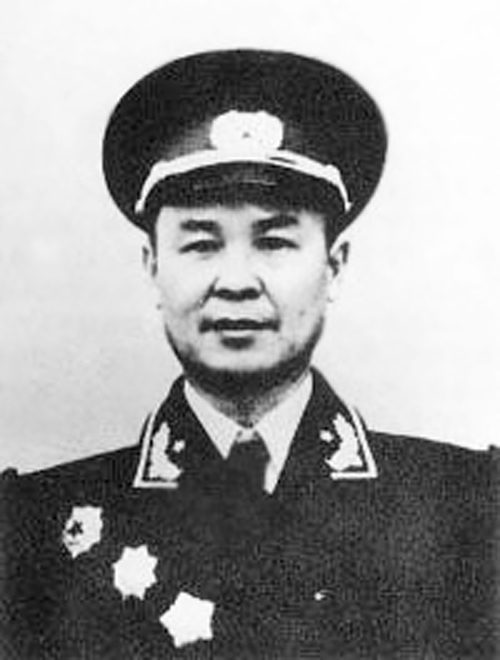
Wei Guoqing

1966 startete Mao Zedong die Kulturrevolution. Seit März 1967 bildeten sich in Guangxi, nach und nach zwei Fraktionen unter Truppen und Zivilisten. Eine Fraktion (kurz bekannt als „United Headquarters“) unterstützte Wei Guoqing – damals Vorsitzender von Guangxi und hochrangiger KPC-Beamter – bedingungslos, um die Revolution von Guangxi zu leiten, während die andere Fraktion (bekannt als „4.22“) anderer Meinung war und von Wei verlangte, zuerst Selbstkritik zu üben. In ländlichen Regionen von Guangxi kam es bald zu Zusammenstößen zwischen den beiden Fraktionen und zu Massakern.
Im Februar 1968 befahl die „Militärregion Guangzhou (廣州軍區 / 广州军区)“ den Truppen, die die „4.22 Fraktion“ unterstützten, sich von der Region zu entfernen. Im April 1968 erklärte Huang Yongsheng, der Leiter der Militärregion Guangzhou, die „4,22-Fraktion“ sei eine „konterrevolutionäre Organisation“, und begann mit massiver Unterdrückung (zur gleichen Zeit fand auch das Massaker von Guangdong statt). Seit dem Sommer 1968 hatte sich das Massaker von ländlichen Regionen auf Städte in Guangxi ausgeweitet.

## Tötungsmethoden
Im Rahmen der Massaker wurden Menschen unter anderem durch Enthauptung, Erschlagen, Lebendbestattung, Steinigung, Ertränken, Kochen, Ausweiden, Verstümmelung und mit Sprengstoff ermordet.
- In einem Fall wurde einer Person Dynamit auf den Rücken gebunden. Anschließend wurde sie in Stücke gesprengt.[6]
- Von einem anderen Fall im Jahr 1968 wird berichtet, „Ein Geografielehrer namens Wu Shufang (吴树芳) wurde von Schülern der Wuxuan Middle School zu Tode geprügelt. Der Körper wurde zu den flachen Steinen des Qian-Flusses getragen, wo ein anderer Lehrer gezwungen war, Herz und Leber herauszureißen. Zurück in der Schule haben die Schüler gegrillt und die Organe gegessen.“[7]

## Zahl der Todesopfer

### Erste Untersuchungsgruppe
Im April 1981 wurde im Auftrag der Zentralkommission für Disziplinarkontrolle, des Ministeriums für öffentliche Sicherheit und vier weiterer Organisationen eine Untersuchungsgruppe von über 20 Personen gebildet. Im Juni 1981 kam die Untersuchung zu dem Schluss, dass die Zahl der Todesopfer über 100.000 betrug, während einige Beamte und Zivilisten privat behaupteten, die Zahl der Todesopfer sei 150.000, 200.000 oder sogar 500.000.

### Zweite Untersuchungsgruppe
Im März 1983 wurde vom Zentralkomitee der Kommunistischen Partei Chinas eine weitere Untersuchungsgruppe von 40 Personen gebildet. Im Januar 1984 kam die Untersuchung zu dem Schluss, dass 89.700 Todesfälle anhand von Namen und Adressen identifiziert werden konnten, über 20.000 Menschen vermisst wurden und über 30.000 Todesfälle nicht anhand von Namen oder Adressen identifiziert werden konnten.

### Akademisches Studium
Im Jahr 2006 erklärte Su Yang (苏阳), Professor an der University of California, Irvine, dass das Massaker von Guangxi das schwerste Massaker während der chinesischen Kulturrevolution war. Er informierte, dass von den 65 zugänglichen offiziellen Kreisdokumenten von Guangxi 43 von lokalen Massakern berichten und 15 von ihnen eine Zahl von über 1000 Todesopfern verzeichnen. Die durchschnittliche Zahl der Todesopfer betrug 526 in allen Landkreisen, die Massaker gemeldet hatten. Darüber hinaus wies Song Yongyi (California State University, Los Angeles) darauf hin, dass es viele Unterschiede zwischen veröffentlichten offiziellen Daten und geheimen Daten gebe. Zum Beispiel behaupten die veröffentlichten Annalen des Landkreises Lingshan, dass nur acht Menschen starben, aber in ihrem geheimen Dokument gab es 3.220 Opfer. Als weiteres Beispiel zeigt das veröffentlichte Dokument aus dem Landkreis Binyang nur 37 Opfer, verglichen mit 3.951 Opfern in seinem klassifizierten Dokument.
In seinem preisgekrönten Buch „Collective Killings in Rural China during the Cultural Revolution“ schlug Su das „Gemeinschaftsmodell“ vor, um das Massaker in Guangxi zu erklären, das die herkömmlichen Modelle von Völkermord und Massenmorden in Frage stellte. Andererseits argumentierte Song in seinem Buch „Massacres during the Cultural Revolution (文革大屠杀)“, dass die meisten Massaker der Kulturrevolution die Aktion von „Staatsapparaten“ oder das direkte Abschlachten des Regimes an seinen Bürgern waren.

## Massiver Kannibalismus

### Offizielle Untersuchung

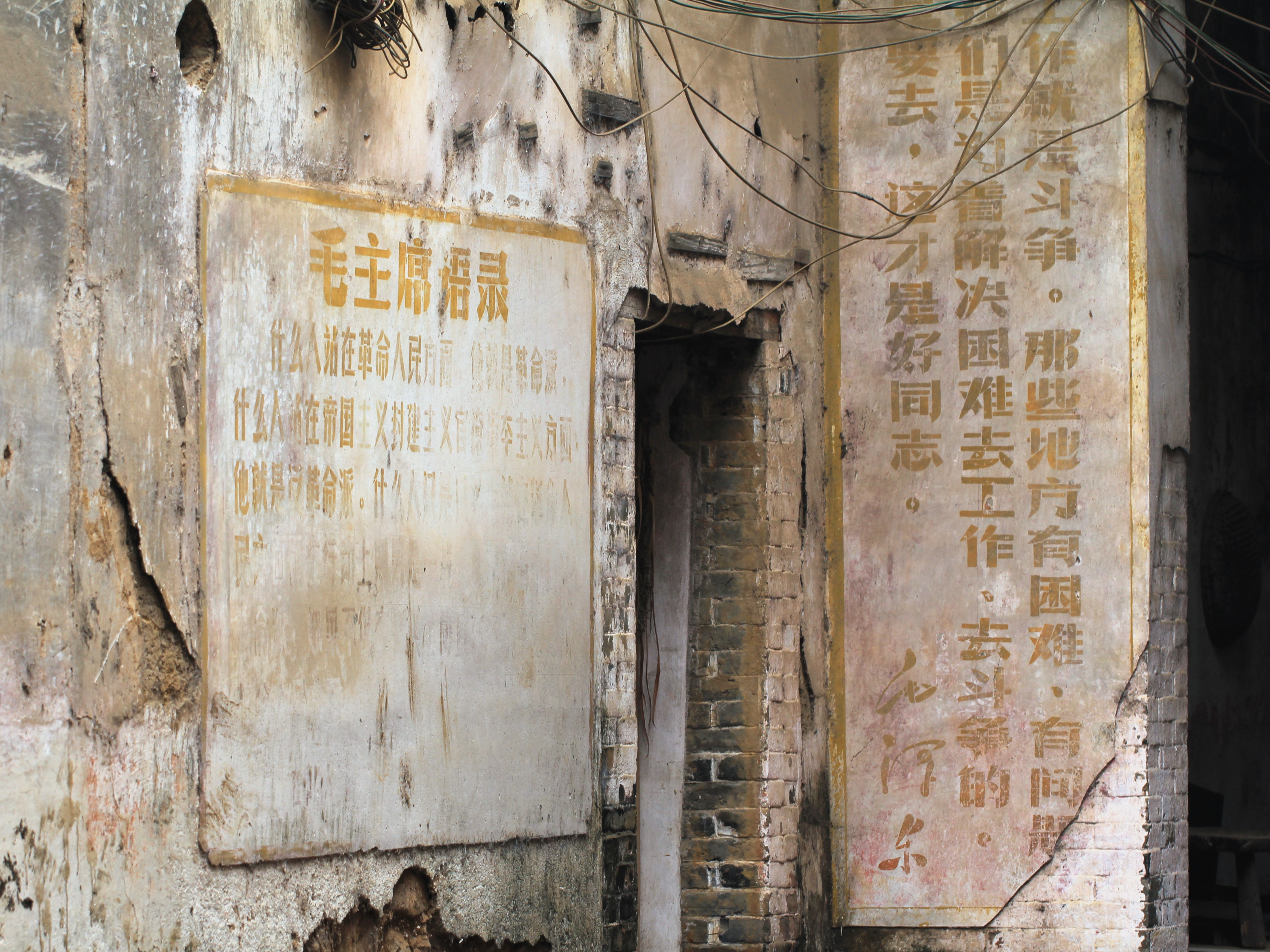
Wuxuan von Guangxi, wo Kannibalismus während der Kulturrevolution vorherrschte. Das Bild zeigt die Zitate des Vorsitzenden Mao Zedong an einer Straßenmauer von Wuxuan.

Kannibalismus trat in Guangxi während der Kulturrevolution auf. Laut dem Gelehrten Zheng Yi (郑义), der Ende der 1980er Jahre detaillierte Untersuchungen zu diesem Thema durchführte und später einige Kopien offizieller Dokumente in die Vereinigten Staaten schmuggelte, wurden mindestens 137 Menschen – vielleicht Hunderte mehr – von anderen gegessen. Tausende von Menschen nahmen am Kannibalismus teil. In Dokumenten wird auch eine Vielzahl von Formen des Kannibalismus aufgezeichnet, darunter das Essen von Menschen als Snack nach dem Abendessen, das Abschneiden des Fleisches auf großen Partys, das Aufteilen des Fleisches, damit jede Person ein großes Stück mit nach Hause nehmen kann, das Grillen oder Braten der Leber und so weiter.

Laut Yan Lebin (晏乐斌), einem Mitglied des Ministeriums für öffentliche Sicherheit, das sich beiden Untersuchungsgruppen angeschlossen hat:
Im Jahr 1968 wurden 38 Menschen im Landkreis Wuxuan gegessen, und 113 Beamte des Landkreises nahmen am Verzehr von menschlichem Fleisch, Herzen und Lebern teil. Chen Guorong (陈国荣), ein Bauer aus dem Landkreis Guigang, der zufällig an Wuxuan vorbeikam, wurde von der örtlichen Miliz gefasst und getötet, weil er fett war. Sein Herz und seine Leber wurden herausgenommen, während sein Fleisch an 20 Menschen verteilt wurde. Eine Milizführerin aß insgesamt sechs menschliche Lebern, schnitt die Genitalien von fünf Männern ab und tränkte sie mit Alkohol, den sie später trinken würde, und behauptete, diese Organe seien für ihre Gesundheit von Vorteil. Das Verhalten, menschliches Fleisch, Herz und Lebern zu essen, trat in vielen Landkreisen von Guangxi auf, einschließlich Wuxuan, Wuming, Shangsi, Guigang, Qinzhou, Guiping und Lingyun.

### Wissenschaftliche Untersuchungen
Laut Song Yongyi (宋永毅), einem chinesischen Historiker, der an der California State University, Los Angeles arbeitete:
Unabhängige Forscher in Guangxi zählten insgesamt 421 Menschen, die gegessen wurden. Es gab jedoch Berichte über Kannibalismus in 27 Landkreisen in Guangxi. Ein Mann, der verdächtigt wurde, zur fünften Kategorie zu gehören, wurde auf der Stelle totgeschlagen. Er hatte zwei Kinder, elf und 14 Jahre alt. Die örtlichen Beamten und die bewaffnete Miliz sagten, es sei wichtig, solche Menschen zu eliminieren, und so töteten sie nicht nur diese beiden Kinder, sondern aßen sie auch. Dies fand im Landkreis Pubei in Guangxi statt, wo insgesamt 35 Menschen getötet und gegessen wurden. Die meisten von ihnen waren reiche Landbesitzer und ihre Familien. Es gab einen Landbesitzer namens Liu Zhengjian, dessen ganze Familie ausgelöscht wurde. Er hatte eine 17-jährige Tochter, Liu Xiulan, die von neun Personen [19 Mal] vergewaltigt wurde, die dann ihren Bauch aufrissen und ihre Leber und Brüste aßen. Es gab so viele Vorfälle wie diesen.

Laut Frank Dikötter, Lehrstuhl für Geisteswissenschaften an der Universität Hongkong:
Während des gesamten Jahres 1967, aber auch 1968, begannen Gruppierungen auf dem Land, sich nicht nur physisch gegenseitig zu eliminieren, sondern in einigen Kleinstädten sich buchstäblich rituell gegenseitig zu essen. Mit anderen Worten: Es reicht nicht aus, den Klassenfeind zu eliminieren. Man muss die Herzen des Feindes essen, daher gibt es sehr gut dokumentierte Fälle von rituellem Kannibalismus. Es gab eine Hierarchie im Konsum von Klassenfeinden. Anführer schlemmten an Herz und Leber, gemischt mit Schweinefleisch, während gewöhnliche Dorfbewohner nur an den Armen und Schenkeln der Opfer picken durften.
In Bezug auf die Motivation des Kannibalismus wies Ding Xueliang (丁学良), Professor an der University of British Columbia und der Hong Kong University of Science and Technology, darauf hin, dass „Dies war kein Kannibalismus wegen wirtschaftlicher Schwierigkeiten, wie während einer Hungersnot. Es wurde nicht aus wirtschaftlichen Gründen verursacht, sondern durch politische Ereignisse, politischen Hass, politische Ideologien und politische Rituale.“ Professor Qin Hui (Tsinghua-Universität und Chinesische Universität Hongkong) zeigte auch mit Statistiken, dass der Kannibalismus nicht auf die Traditionen lokaler ethnischer Minderheiten zurückzuführen war. Er argumentierte, dass der Kannibalismus hauptsächlich auf Folgendes zurückzuführen sei: 1) den extremen Klassenkampf während der Kulturrevolution, der zu einem modernen „Kasten“ -System (wie den Fünf schwarzen Kategorien) und einem extremen Massaker der Oberschicht gegenüber der Unterschicht führte; 2) die Rache der örtlichen Beamten und des Militärs an der Rebellengruppe, die ihre Interessen herausforderte. Auf der anderen Seite bestritten Roderick MacFarquhar (Harvard University) und Michael Schoenhals (Universität Lund), dass es der Kommunismus war, der die Zhuang-Leute in dieser Gegend zum Kannibalismus zwang, und stellten fest, dass es ähnliche Vorfälle auch während der „republikanischen Ära“ unter dem Druck der Kuomintang Geheimpolizei gab.

## Öffentliche Antworten

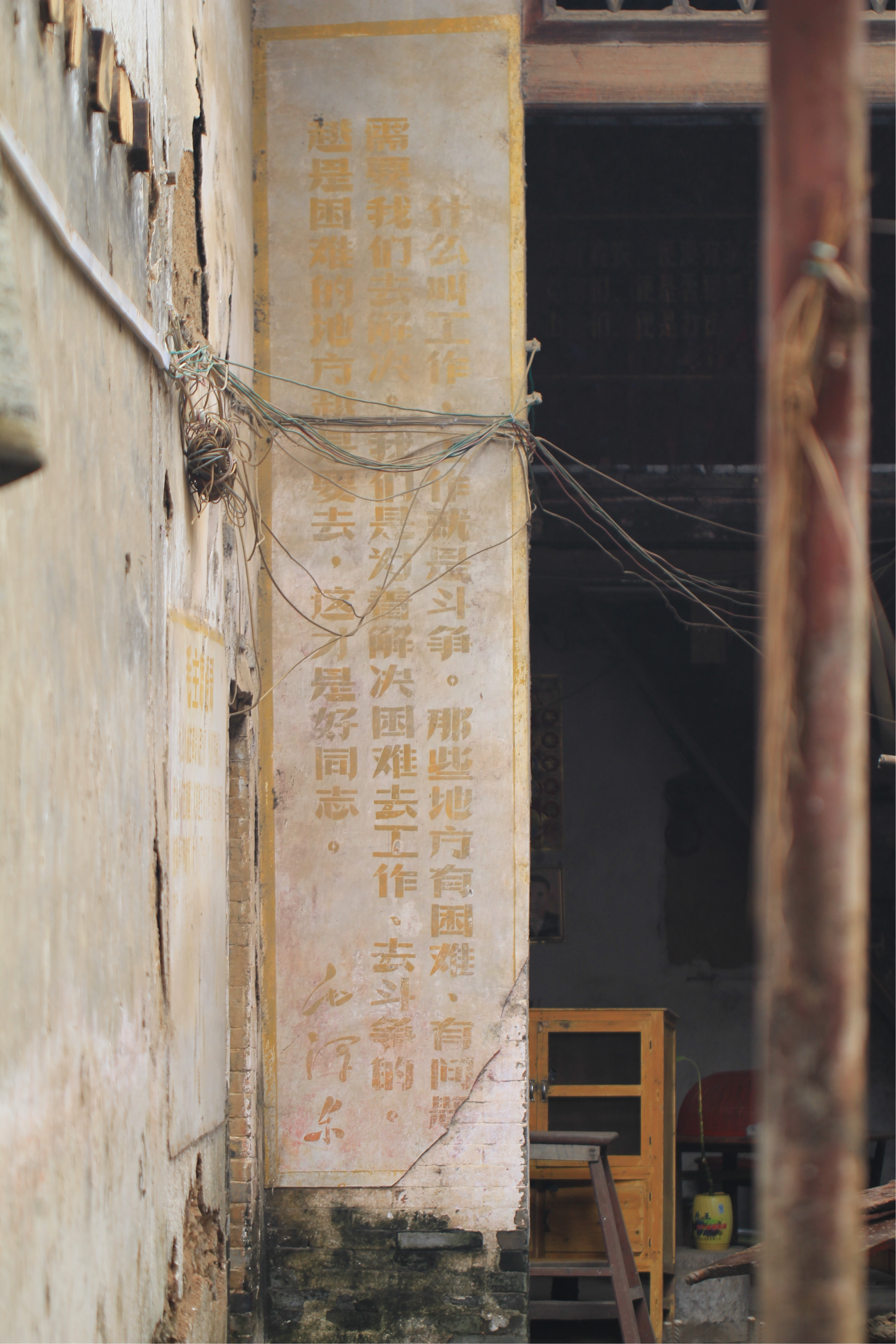
Zitate von Mao Zedong an einer Straßenmauer im Wuxuan in Guangxi.

### Zeugen und Ermittler
- Im Jahr 2016 interviewte Agence France-Presse (AFP) einen Einheimischen namens Luo, der antwortete: „Kannibalismus? Ich war damals hier, ich habe es durchgemacht. Aber Wuxuan hat sich in den letzten Jahren und jetzt rasant entwickelt. Diese Geschichte hat keine Bedeutung.“[7][22]
- Im Jahr 2016 teilt ein hochrangiges Mitglied der offiziellen Untersuchungsgruppen der 1980er Jahre AFP dies mit: „Der gesamte Kannibalismus war auf Klassenkämpfe zurückzuführen und wurde verwendet, um eine Art Hass auszudrücken. Der Mord war schrecklich, schlimmer als Bestien.“[7][22]
- Im Jahr 2013 behauptete Yang Liping (杨丽萍), eine bemerkenswerte chinesische Tänzerin, sie habe während der Kulturrevolution Kannibalismus gesehen, allerdings nicht unbedingt in Guangxi. Sie erklärte: „Ich bin pessimistisch gegenüber der Menschheit und pessimistisch gegenüber Menschen. Weil wir die Kulturrevolution durchgemacht haben, sind wir sehr wachsam geworden. Ich bin sehr wachsam, wachsam wie ein Pfau. Seien Sie vorsichtig, denn Menschen sind die schrecklichsten Tiere, sonst wäre Michael Jackson nicht gestorben … Ich habe gesehen, wie Menschen Menschen gegessen haben und Menschen Menschen verletzt haben, genau wie heutzutage. Heutzutage können Menschen dich jederzeit verletzen, aber sie wissen nicht einmal, warum sie dich verletzt haben.“[25][26]
- Im Jahr 1995 schrieb Donald S. Sutton, Professor an der Carnegie Mellon University, in seiner Forschungsarbeit: „Hat Kannibalismus tatsächlich in Wuxuan stattgefunden? … Dass sich der Vorfall tatsächlich ereignete, wurde von John Gittings, einem Gelehrten und Journalisten, der kürzlich Wuxuan besuchte, unabhängig bestätigt. Ein örtlicher Angestellter sprach unbeschwert über die Morde und den Kannibalismus – schrieb auf Nachfrage verbindlich seinen Namen und seine Adresse auf – und fügte mit einem Hauch von Stolz hinzu: ‚In Wuxuan … haben wir mehr Menschen gegessen als irgendwo sonst in China.‘ (The Guardian, 27. November 1993).“[3]

### Forscher
- Im Jahr 2013 diskutierte Qin Hui, Professor an der Tsinghua-Universität, die Beiträge von Deng Xiaoping mit Ezra Vogel, Professor an der Harvard University. Qin sagte: „Meine Heimatstadt ist in Guangxi, wo während der Ära Maos Menschen bei Massakern getötet wurden und einige von ihnen von anderen gegessen wurden! Im blutigen Sommer 1968 wussten die Menschen in Hongkong und Macau, dass Leichen vom Westfluss zum Perlfluss trieben.“[27]
- Im Jahr 2001 erklärte Perry Link, Professor an der Princeton University: „Ich glaube an Zhengs Geschichte [des Kannibalismus]. Er ist ein Schriftsteller der Integrität, und die vielen Details haben den Klang von Authentizität.“[11]
- 1999 stellte der Sinologe Gang Yue die Frage, wie „systematisch“ der Kannibalismus angesichts des der Kulturrevolution innewohnenden Fraktionalismus hätte sein können.[28]
- 1997 schrieb Key Ray Chong, Professor für Geschichte an der Texas Tech University,[29] das: „Während der Kulturrevolution wussten einige chinesische Beamte von diesem Horror, dem Äquivalent des Nazi-Holocaust in den 1940er Jahren und den Tötungsfeldern von Pol Pot in den 1970er Jahren. Aber sie schwiegen über das Thema.“[30]

### Medien
- Im Jahr 2016 gab die Irish Times dies an: „Schreckliche Geschichten gab es zuhauf. In der Provinz Guangxi gab es Geschichten über Kannibalismus, in denen „schlechte Elemente“ öffentlich geschlachtet und in Wuxuan mehr als 70 Opfer gefressen wurden.“[31]
- Im Jahr 2016 erklärte The Guardian: „Die vielleicht am schlimmsten betroffene Region war die südliche Provinz Guangxi, in der von Massenmorden und sogar Kannibalismus berichtet wurde.“[32]
- Im Jahr 2013 druckten Chinas offizielles Renmin Wang und andere Medien Artikel der China Youth Daily nach: „An einigen Orten wie Guangxi wurden die Herzen und Lebern der Menschen gegessen, nachdem sie zu Tode geschlagen worden waren. Ein solcher Kannibalismus war in dieser Region weit verbreitet!“ Der Artikel besagt, dass „Hat in der Geschichte der Menschheit im 20. Jahrhundert jemals ein Land eine Kulturrevolution wie unsere erlebt? Das einzig Vergleichbare ist die Nazizeit in Deutschland. Bisher haben wir jedoch noch nicht einmal einen anständigen historischen Rückblick oder eine anständige Reflexion.“[1][33][34]
- Im Jahr 2001 schrieb das Time Magazine: „Die Kulturrevolution von Mao Zedong war ein Ausbruch von ideologischem Eifer, Massenhysterie und regelrechter Brutalität, bei dem schätzungsweise 10 Millionen Chinesen starben und das Leben von weiteren Millionen Menschen ruinierte. Jetzt kommen Geschichten über noch schrecklichere Exzesse aus den Jahren zwischen 1966 und 1976 ans Licht: Vorwürfe des Kannibalismus, an denen Hunderte von Männern und Frauen beteiligt waren, die im Namen der revolutionären Reinheit gegen das mächtigste Tabu der Menschheit verstoßen haben.“[11]
- Im Jahr 1996 erklärte die Washington Post, „Die [Kommunistische] Partei möchte jede tiefgreifende Analyse der Rolle des verstorbenen Vorsitzenden Mao Zedong und zahlreicher Parteimitglieder blockieren. Die vollständige Offenlegung der Wahrheit könnte die geringe Legitimität zerstören, an der die Partei noch festhält.“[9]
- Im Jahr 1993 erklärte Newsweek: „Die Berichte waren erschütternd. Schulleiter, die von Schülern auf Schulhöfen getötet, dann gekocht und gegessen wurden. Von der Regierung geführte Cafeterien, in denen menschliche Körper an Fleischhaken hängen und an Mitarbeiter verteilt werden … In Dokumenten, die letzte Woche aus China geschmuggelt wurden, wurden die Gräueltaten der Kulturrevolution in grotesken Einzelheiten beschrieben.“[35]
- 1993 berichtete die New York Times: „Die von Guangxi gemeldeten Vorfälle waren anscheinend die umfangreichsten Kannibalismus-Episoden der Welt im letzten Jahrhundert oder länger. Sie unterschieden sich auch darin, dass die Teilnehmer nicht durch Hunger oder psychopathische Erkrankungen motiviert waren. Stattdessen schienen die Aktionen ideologisch zu sein: Der Kannibalismus, der laut den Dokumenten öffentlich stattfand, wurde oft von Vertretern der Kommunistischen Partei vor Ort organisiert, und die Menschen nahmen anscheinend zusammen teil, um ihre revolutionäre Begeisterung zu beweisen.“[5]